# Benin i olympiska sommarspelen 1992
Benin deltog i de olympiska sommarspelen 1992 med en trupp bestående av sex deltagare, men ingen av landets deltagare erövrade någon medalj.

## Friidrott
Herrarnas 100 meter
- Pascal Dangbo
  - Heat — 11,03 (→ gick inte vidare, 60:e plats)